# Viktor Mihajlovič Vasnjecov
Viktor Mihajlovič Vasnjecov (rus. Ви́ктор Миха́йлович Васнецо́в) (Lopjal kod Vjatke, 15. svibnja 1848. – Moskva, 23. lipnja 1926.) je bio ruski umjetnik specijaliziran za mitološke i povijesne teme. Smatra se vodećom figurom ruskog pokreta historicističke obnove u umjetnosti.

## Životopis
Viktor Vasnjecov je rođen 1848. god. u zabačenom selu Lopjal, u Vjatskoj guberniji (danas u Kirovskoj oblasti), u obitelji seoskog svećenika, Mihajla Vasiljeviča Vasnjecova, koji je mladom umjentiku usadio ljubav prema filozofiji, prirodnim znanostima, astronomiji i slikarstvu. Njegov djed je bio priznati slikar ikona, a njegov brat Apollinar je također postao slikarom, dok je drugi brat postao učiteljem. Još kao desetogodišnji učenik u sjemeništu, Viktor je pomagao izbjeglom poljskom slikaru Mihajlu Elwiru Andriolliju da oslika freske za katedralu Aleksandra Nevskog u Vjatki.
God. 1867., prodajom svojih slika financirao je svoj put u prijestolnicu, Sankt-Peterburg, da otpočne studij umjetnosti. Tamo je primljen u Carsku akademiju umjetnosti gdje se sprijateljio s Ivanom Kramskojem, vođom pokreta Peredvižnjiki koji su se pobunili protiv akademizma i kolegom studentom a kasnije slavnim slikarom, Rjepinom. Ironično za umjetnika koji je najslavniji kao slikar mitoloških i povijesnih prikaza, no on je isprva grozničavo izbjegavao ove teme. Ranih 1870-ih je za svoje slike suvremenog života, kao što su „Provincijski prodavač knjiga“ (1870.) i „Dječak s bocom votke“ (1872.), dobio brončanu medalju na Svjetskoj izložbi u Londonu (1874.). Njegove žanr slike, kao što su „Seoski pjevači“ (1873.) i „Pokretna kuća“ (1876.) su toplo primljene u demokratskim krugovima ruskog društva.
Od 1876. seli se u koloniju peredvižnjika u Pariz gdje je proučavao klasične, ali i suvremene slikare poput Impresionista. U Parizu se počeo zanimati za ruske bajke i započeo je neke svoje slavne slike (Ivan Carević na sivom vuku i Žar ptica), a bio je i model za Rjepinovu slavnu sliku „Sadko u podvodnom carstvu“.
God. 1877. vratio se u Moskvu gdje se koncentrirao na ilustriranje ruskih bajki i herojskih epova (bilina), poput njegovih najslavnijih slika: Vitez na raskršću (1882.), Princ Igor na bojnom polju (1878.), Tri carevne u podzemnom carstvu (1879.), Čarobni tepih (1880.), i Aljonuška (1881.). Kako one nisu bile prihvaćene od kritike, koja je preferirala realizam peredvižnjika, vratio se religijskom slikarstvu i ikonama u Abramcevo za svoga mecenu, Savvu Mamontova. Od 1884. do 1889. god. oslikao je freske u katedrali sv. Vladimira u Kijevu u kojima je spojio ruske i zapadnoeuropske tradicije vjerskog slikarstva.
God. 1885. slikar je studijski otputovao u Italiju, a iste godine je dizajnirao kostime za operu „Snjeguljica“ Rimski-Korsakova. Zajedno s bratom Apollianarijem je 1897. god. uradio i cjelokupan dramski dizajn za još jednu premijeru Rimski-Korsakova, Sadko.
Na prijelazu stoljeća više se bavio "bajkovitom" historicističkom arhitekturom. Njegov prvi nacrt bio je za crkvu u Abramcevu (1882.), koju je izgradio Vasilij Polenov. God. 1894. dizajnirao je svoju kuću u Moskvi, a 1898. ruski paviljon za svjetsku izložbu u Parizu. Najslavnija njegova bajkovita ruska zgrada je Galerija Tretjakov (1904.), a od 1906. do 1911. god. dizajnirao je mozaike za Katedralu Aleksandra Nevskog u Varšavi. Kada je postao njenim upraviteljem, Galerija Tretjakov je postala njegov drugi dom, te je čak jedno vrijeme dio svojih prihoda koristio za bogaćenje njene kolekcije.
Nakon Oktobarske revolucije 1917. god., Vasnjecov je kao upravitelj galerije pomogao zaštiti neke vjerske slike iz mnogih moskovskih crkava (od kojih su najpoznatije one Aleksandra Ivanova), te ih sklonio u galeriju Tretjakov. Sljedeće godine je čak sudjelovao u dizajniranju vojne uniforme novoosnovane Crvene armije i njemu se pripisuje dizajn vojne kape, tzv. buđonovke (izvorno bogatirka) koja je podsjećala na kupaste šljemove starih Rusa.

## Baština
Astronom Sovjetskog Saveza Ljudmila Zuravljova je maleni planet, koji je otkrila 1978. god. nazvala 3586 Vasnetsov, upravo po slavnoj braći slikarima

## Galerija odabranih djela
- Arhip Kuindži, 1869.
- Tri carevne u podzemnom carstvu, 1879.
- Leteći tepih, 1880.
- Aljonuška,1881.
- Igor Svjatoslavič na bojnom polju s Kumanima, 1889.
- Ruski sveti biskupi i monasi (Katedrala Svetog Vladimira u Kijevu, freska)
- Car Ivan Grozni, 1897.